# Konstantin Trauttenberg
Konstantin svobodný pán z Trauttenbergu (německy Constantin Freiherr von Trauttenberg, 17. září 1841, Opava – 26. dubna 1914, Řím) byl moravský šlechtic z rodu Trautenbergů a rakousko-uherský diplomat. Jako jazykově dobře vybavený absolvent Konzulární akademie strávil přes čtyřicet let v diplomatických službách. Mimo jiné byl rakousko-uherským vyslancem v Řecku, Švýcarsku a Dánsku.

## Životopis

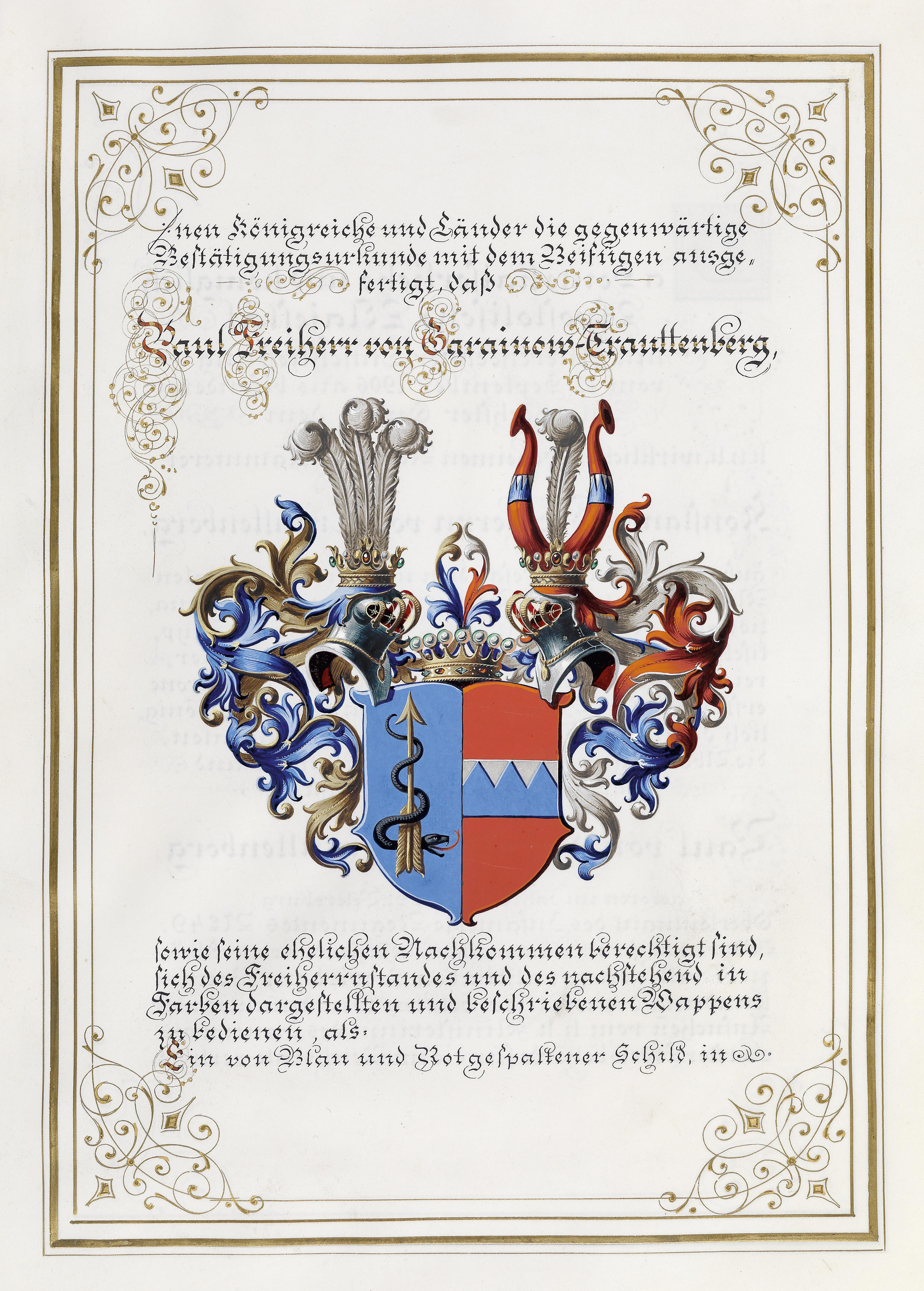
Erb udělený v roce 1907 Konstantinovu nevlastnímu synu Paulovi

Pocházel ze staré šlechtické rodiny Trauttenbergů, s původem v Horní Falci, která v jiných liniích vlastnila statky v Čechách. Byl nejstarším ze tří dětí barona Josefa Leopolda z Trauttenbergu (1804–1890), který působil ve státních úřadech na Moravě a ve Slezsku, matka Mathilde (1810–1887) pocházela z hraběcího rodu Cappy italského původu. Vystudoval gymnázium a Orientální akademii ve Vídni, od roku 1862 působil v diplomatických službách. Zastával nižší diplomatické posty v Istanbulu, Drážďanech, Římě, Berlíně, od roku 1880 byl velvyslaneckým radou v Petrohradě. V roce 1882 krátce působil ve Vídni na ministerstvu zahraničí a zároveň vedl Orientální akademii. Poté byl rakousko-uherským vyslancem v Řecko (1883–1887), Švýcarsku (1887–1888) a Dánsku (1888–1899). Posledních deset let své diplomatické kariéry byl rakousko-uherským delegátem v Káhiře u Komise veřejného egyptského dluhu (1899–1909).
Po odchodu do výslužby se usadil v Římě, kde  26. dubna 1914 zemřel a spolu s manželkou je pohřben na německém hřbitově ve Vatikánu v sousedství baziliky sv. Petra.

### Rodina
Během diplomatického pobytu v Rusku se v roce 1882 v Petrohradě oženil s hraběnkou Marií Pavlovnou Ušakovovou (1850–1924), dcerou ruského generála Pavla Ušakova. Z jejich manželství se narodili dva synové, Konstantin (*1883) a Arnold (*1884), oba ale zemřeli v dětství. Z manželčina předchozího manželství pak měl Konstantin z Trauttenbergu syna Paula Garainowa (1877–1939), který sloužil v c. k. armádě. V roce 1907 byl povýšen do stavu svobodných pánů se jménem Garainow-Trauttenberg.
Konstantin měl dva mladší sourozence. Sestra Agnes (1843–1932) byla dámou Řádu hvězdového kříže, nositelkou Alžbětina řádu a dlouholetou první dvorní dámou arcivévodkyně Marie Karolíny. Bratr Heinrich (1850–1917) sloužil v armádě a dosáhl hodnosti rytmistra.

## Tituly a ocenění

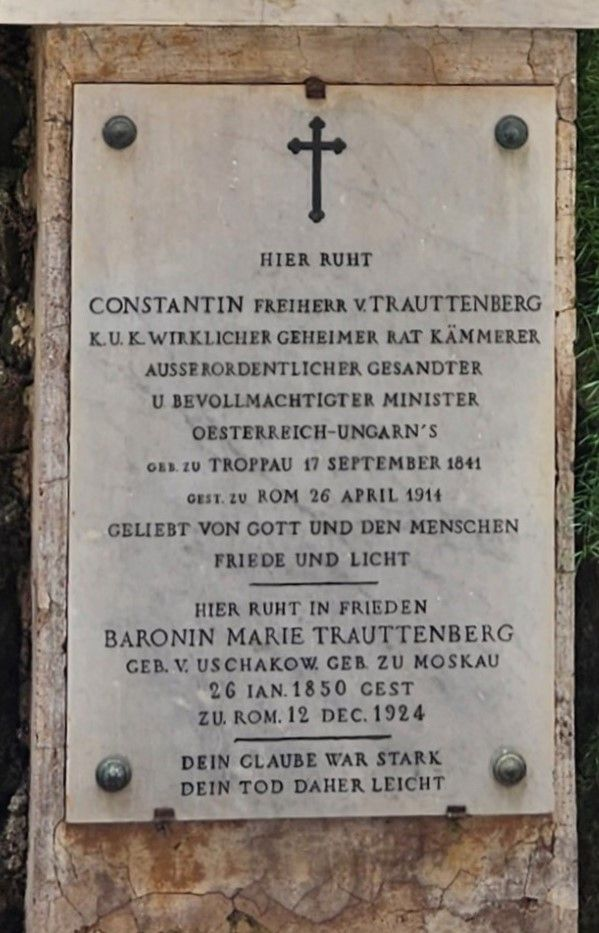
Hrob Konstantina z Trauttenbergu v Římě

Jako příslušník starého šlechtického rodu byl v roce 1871 jmenován c. k. komořím a v roce 1895 obdržel titul c. k. tajného rady s nárokem na oslovení Excelence. Během své dlouholeté diplomatické služby získal vyznamenání v Rakousku-Uhersku i v zahraničí.

### Rakousko-Uhersko
- Řád železné koruny II. třídy (1882)
- Jubilejní pamětní medaile (1898)
- Řád železné koruny I. třídy (1904)

### Zahraničí
- Řád sv. Stanislava I. třídy (Rusko)
- Řád svaté Anny II. třídy (Rusko)
- velkokříž Danebrožského řádu (Dánsko)
- velkokříž Řádu Spasitele (Řecko)
- velkodůstojník Řádu Karla III. (Španělsko)
- Řád Medžidie I. třídy (Osmanská říše)
- Řád bílého slona I. třídy (Siam)
- komandér Řádu italské koruny (Itálie)
- rytíř Řádu württemberské koruny (Württembersko)